# Ylang-ylang
Ylang-ylang (Cananga odorata) er et lille, stedsegrønt træ med en opret, noget åben vækst med en ægformet krone. 

## Beskrivelse
Stammen er kort, men gennemgående, og unge grene er stift oprette, mens de ældre er overhængende. Barken er først lysegrøn og dunhåret. Senere bliver den olivengrøn og glat. Gamle grene og stammer har en violetbrun bark med lyse korkporer. 
Knopperne er lysegrønne, spredtstillede, tilliggende og spidse. Bladene er aflangt ægformede med hel eller bølget rand. Oversiden er først dunhåret, men senere bliver den græsgrøn og blank med forsænkede ribber. Undersiden har samme farve, men er vedvarende dunhåret. 
Blomsterne sidder i små, endestillede stande på korte sideskud eller direkte fra stammen. De har affaldende bægerblade og 6-9 grønlige, gule eller næsten hvide kronblade. Frugterne er sorte, læderagtige bær med nogle få, store frø.
Rodnettet består af en dybtgående pælerod med kraftige siderødder. Træet udvikler kraftige støtterødder på sine naturlige voksesteder. 
Højde x bredde og årlig tilvækst: 30 x 20 m (100 x 75 cm/år). Disse mål passer med træet i sine naturlige omgivelser. Dyrkede eksemplarer bliver holdt betydeligt kortere, men med årlige tilvækster på flere meter. Målene kan anvendes ved udplantning.

## Hjemsted
Artens naturlige udbredelsesområde fortaber sig efter mange århundreders dyrkning, men man formoder, at den stammer fra Sydøstasien. Arten trives i tropiske regnskove med en årlig nedbør omkring 2.000 mm og en gennemsnitstemperatur på 25°C. 
I regnskovene på den østvendte side af øen Nuku Hiva i Marquesas-øgruppen i Stillehavet findes arten som pionerplante sammen med bl.a. Inocarpus fagifer, Jambolan, Kokos, Mango, Syzygium malaccense (en art af Kryddernellike) og Ægte Kaffe

## Anvendelser
Olie udvundet af de morgenplukkede blomster indgår i talrige parfumeopskrifter (og skal f.eks. indgå i den berømte ”Chanel no. 5”). Veddet er let og skørt, men bruges bl.a. til træskærerarbejder.

## Duft
Blomsterduften opleves som meget krydret med elemeter af gummi og sennep, men også med antydninger af Jasmin og bergamotte. De kemiske bestanddele i den duftende olie er benzylacetat, linalool og p-kresylmetylæter samt metylbenzoat.
| Portal | Portal:Botanik |

## Note
1. ↑  Jacques Florence og David H. Lorence: Introduction to the Flora and Vegetation of the Marquesas Islands (engelsk)
2. ↑   Manner, Harley and Craig Elevitch,Traditional Tree Initiative: Species Profiles for Pacific Island Agroforestry, 2006, Permanent Agricultural Resources, Honolulu, Hawaii